# Yeniçağ
Yeniçağ (Neue Epoche) ist eine türkische Tageszeitung mit Redaktionssitz in Istanbul. Die mit dem Gründer der Türkei, Mustafa Kemal Atatürk, auf dem Titelkopf gedruckten Mottos der Zeitung lauten Türkiye Türklerindir (Die Türkei gehört den Türken) und Dünyayı Türkçe okuyun (Lesen Sie die Welt auf Türkisch). Sie gilt der İyi Parti als nahestehend.

## Überblick
Nachdem Devlet Bahçeli 1997 den Vorsitz der Partei der Nationalistischen Bewegung (MHP) übernommen hatte, trieb er die Gründung einer Publikation voran, als Ergänzung zur auflagenschwachen alten Parteizeitung Ortadoğu. Ende der 1990er-Jahre verständigte er sich mit dem Unternehmer Ahmet Çelik über die Gründung einer Wochenzeitung, die unter dem Namen Kurultay (Kongress) erschien. Daraus ging im März 2002 die Tageszeitung Yeniçağ hervor, die jedoch unabhängig von der Partei blieb. Im November 2004 war der Yeniçağ-Autor İsrafil Kumbasar nach einem Restaurant in Istanbul angegriffen worden. Die Täter wurden vom Ortsvorsitzenden des Idealistenvereins Istanbul angeführt, Grund sollen Kumbasars kritische Kommentare über den Parteichef gewesen sein.
Noch im Jahr 2010 bezeichnete Parteichef Bahçeli das Blatt als „Festung des nationalen Widerstandes“. Doch in den folgenden Jahren entfernte sich die Zeitung von Bahçeli. Das Blatt ist weiterhin nationalistisch, beruft sich aber stärker als die derzeitiger MHP-Führung auf den Kemalismus. 2016 unterstützte sie die parteiinternen Herausforderer von Bahçeli, zu denen die ehemalige Innenministerin Meral Akşener und der Yeniçağ-Autor Ümit Özdağ gehörten. Mittlerweile sind Akşener und Özdağ Politiker der İyi Parti und das Blatt berichtet auch – im Gegensatz zu vielen anderen Medien – täglich von der Entwicklung der Partei.
Im Dezember 2016 wurde das zu diesem Zeitpunkt leere Redaktionsbüro von einer Gruppe von rund 30 maskierten Personen verwüstet. Die Täter konnten nicht identifiziert werden, werden jedoch als AKP-Anhänger eingeschätzt.
Zu den bekannten Yeniçağ-Autoren gehören zudem die Journalisten Ahmet Takan und Arslan Bulut, der Journalist und ehemalige CHP-Abgeordnete Esfender Korkmaz, der ehemalige MHP-Abgeordnete Özcan Yeniçeri (MHP) und der ehemalige Kulturminister Agah Oktay Güner (MHP, später ANAP). Auch Rauf Denktaş, langjähriger Präsident der Türkischen Republik Nordzypern (1924–2002) schrieb in seinen letzten Lebensjahren für Yeniçağ.

## Schwesterblätter
Im Verlag Yeniçağ Gazetecilik erscheinen zwei weitere Tageszeitungen: Die intellektueller angelegte Dokuz Sütun (Neun Spalten) mit einer verkauften Auflage von 10.274 Exemplaren und die Boulevardzeitung Günboyu (etwa: Durch den ganzen Tag) mit einer Verkaufsauflage von 10.282 Exemplaren (Stand: Januar 2017).

## Trivia
In Nordzypern erscheint eine Tageszeitung gleichen Namens. Diese steht der linksgerichteten Partei Neues Zypern nahe. Im Gegensatz zur ultranationalistischen Yeniçağ aus Istanbul lehnt die Zeitung aus Nikosia Nationalismus strikt ab und betrachtet die Anwesenheit griechischer und türkischer Truppen der Insel als Besatzung.